# Białe anioły
Białe anioły – drugi album zespołu Impuls wydany w kwietniu 2006 roku w firmie fonograficznej Green Star. 

## Lista utworów
Opracowano na podstawie materiału źródłowego.
1. „To ty”
2. „Letni dzień”
3. „Białe anioły”
4. „Baby You Are My Life”
5. „Złośnica”
6. „Teraz razem”
7. „Taka impreza”
8. „Ciała ruch”
9. „Tyle serca ci dać” (Slov Version)
10. „Morska toń”
11. „Explozja 2006” (DJ Bete Club Mix)
12. „Tyle serca ci dać” (Pop Version)
13. „Live Mix 2006”
14. „Białe anioły” (DJ Zdano Club Mix)
15. „Białe anioły” (DJ Fantomas Club Mix)